# Александер Букса
Александер Букса (пол. Aleksander Buksa, нар. 15 січня 2003, Краків) — польський футболіст, нападник італійського клубу «Дженоа». На правах оренди грає за бельгійський «Ауд-Геверле».

## Ігрова кар'єра
Народився 15 січня 2003 року в місті Краків. Вихованець футбольної школи клубу «Вісла» (Краків). Дорослу футбольну кар'єру розпочав 2019 року в основній команді того ж клубу, в якій юний нападник провів три сезони, взявши участь у 38 матчах чемпіонату. 
1 липня 2021 року 18-річний гравець уклав п'ятирічний контракт з італійським «Дженоа». Протягом сезону 2021/22 взяв участь у чотирьох іграх Серії A, а влітку 2022 залишив команду, що втратила місце в елітному італійському дивізіоні, і на умовах оренди перейшов до бельгійського «Ауд-Геверле».

## Виступи за збірні
2018 року дебютував у складі юнацької збірної Польщі (U-15), загалом на юнацькому рівні за команди різних вікових категорій взяв участь у 23 іграх, відзначившись 8-ма забитими голами.

## Статистика виступів

### Статистика клубних виступів
Станом на 22 серпня 2022
| Сезон              | Команда            | Чемпіонат          | Чемпіонат | Чемпіонат | Національний кубок | Національний кубок | Національний кубок | Континентальні кубки | Континентальні кубки | Континентальні кубки | Інші змагання | Інші змагання | Інші змагання | Усього | Усього | Усього |
| Сезон              | Команда            | Ліга               | Ігор      | Голів     | Ліга               | Ігор               | Голів              | Ліга                 | Ігор                 | Голів                | Ліга          | Ігор          | Голів         | Ігор   | Голів  |        |
| ------------------ | ------------------ | ------------------ | --------- | --------- | ------------------ | ------------------ | ------------------ | -------------------- | -------------------- | -------------------- | ------------- | ------------- | ------------- | ------ | ------ | ------ |
| 2018–19            | «Вісла» (Краків)   | ЕК                 | 4         | 0         | КП                 | 0                  | 0                  |                      | -                    | -                    |               | -             | -             | 4      | 0      |        |
| 2019–20            | «Вісла» (Краків)   | ЕК                 | 21        | 4         | КП                 | 0                  | 0                  |                      | -                    | -                    |               | -             | -             | 21     | 4      |        |
| 2020–21            | «Вісла» (Краків)   | ЕК                 | 13        | 0         | КП                 | 1                  | 0                  |                      | -                    | -                    |               | -             | -             | 14     | 0      |        |
| Усього за «Віслу»  | Усього за «Віслу»  | Усього за «Віслу»  | 38        | 4         |                    | 1                  | 0                  |                      | -                    | -                    |               | -             | -             | 39     | 4      |        |
| 2021–22            | «Дженоа»           | A                  | 4         | 0         | КІ                 | 0                  | 0                  | -                    | -                    | -                    | -             | -             | -             | 4      | 0      |        |
| Усього за «Дженоа» | Усього за «Дженоа» | Усього за «Дженоа» | 4         | 0         |                    | 0                  | 0                  |                      | -                    | -                    |               | -             | -             | 4      | 0      |        |
| 2022–23            | «Ауд-Геверле»      | Д1                 | 0         | 0         | КБ                 | 0                  | 0                  | -                    | -                    | -                    | -             | -             | -             | 0      | 0      |        |
| Усього за кар'єру  | Усього за кар'єру  | Усього за кар'єру  | 42        | 4         |                    | 1                  | 0                  |                      | -                    | -                    |               | -             | -             | 43     | 4      |        |